# 井ノ口勲
井ノ口 勲（いのぐち いさお、1942年 - ）は、日本の男性俳優。話劇塾主宰、調布市市民演劇センター運営委員。

## 来歴・人物
1965年劇団世代附属演劇研究所を経て、劇団世代入団。以降、舞台中心の演出家と俳優として約半世紀に渡り活躍中。映画やドラマでは刑事役と小市民役が多く、CMのナレーションも数多くこなしている。
1997年前後より東京都調布市の市民劇団「調布市民演劇センター」の指導の他、演出家、俳優として活躍。また、朗読劇と実演劇の融合した独特な舞台表現法の「話劇」というスタイルを編み出し、「話劇塾」を自ら主宰。

## 出演作品

### テレビ
- 2000年 孫中山（西園寺公望首相 中国中央電視台）

### 映画
- 1969年 若者はゆく －続若者たち－

### ゲーム
- 1992年 スナッチャー（ジャン・ジャック・ギブスン、陳小鳳）

### 舞台
劇団世代として多数舞台出演・演出
- 阿Q正伝
- 判官殿に乾盃
- ハルピン帰りのヤスケ[1]
- 在りし日の歌 －中也幻想－
- 宮沢賢治の世界[2] －心象スケッチ－
- 楽屋
- 島崎藤村 －その青春の詩－

### CM
- アフラック（2014年3月-）：糖尿病防止篇（徳光和夫と共に出演）[4]